# Kuta Baru (Tebingtinggi)
Kuta Baru is een bestuurslaag in het regentschap Serdang Bedagai van de provincie Noord-Sumatra, Indonesië. Kuta Baru telt 4397 inwoners (volkstelling 2010).